# پالیتزی
پالیتزی (به ایتالیایی: Palizzi) یک کومونه در ایتالیا است که در استان رجو کالابریا واقع شده‌است.

## خصوصیات
پالیتزی ۵۲٫۳ کیلومترمربع مساحت و ۲٬۵۵۹ نفر جمعیت دارد.